# 岸松雄
岸 松雄（きし まつお、1906年9月18日 - 1985年8月17日）は、日本の映画評論家、ジャーナリスト、脚本家、映画監督である。本名は阿字 周一郎（あじ しゅういちろう）、別名は和田山 滋（わだやま しげる）。映画作家・山中貞雄を発見した批評家として知られる。

## 人物・来歴
1906年（明治39年）9月18日、東京府東京市日本橋区（現在の東京都中央区日本橋）の商家に「阿字周一郎」として生まれる。
慶應義塾大学に入学、同学在籍中の1925年（大正14年）ころには『キネマ旬報』、『映画往来』、『映画評論』、『映画時代』、『蒲田』（松竹蒲田撮影所の雑誌）等の雑誌の執筆者となる。やがて同学を卒業する。1927年（昭和2年）から1931年（昭和6年）までの時期、社会主義的言説に耽溺する。
1932年（昭和7年）、『キネマ旬報』2月21日号誌上で、「和田山滋」名義で連載していた「日本映画批評」に、脚本家・助監督であった山中貞雄が同年発表した監督デビュー作『磯の源太 抱寝の長脇差』をめぐり、「山中貞雄という一人の傑れたる監督をば新しく発見し得た」と書き、絶賛した。岸のこの批評が後の山中の評価を決定づけるに至る。
1937年（昭和12年）、映画監督の清水宏の強い勧めを受け、成瀬巳喜男、山中貞雄らに相談しつつ、同年3月、キネマ旬報社を退職し、滝沢英輔の在籍する東宝映画に入社し、満30歳にして助監督となる。成瀬、山中らの助監督を務めた翌年の1938年（昭和13年）、小崎政房の脚本を得て、東宝映画京都撮影所が製作する映画『風車』で映画監督としてデビューする。監督作は以降は手がけず、脚本家として多くのシナリオを手がけた。
第二次世界大戦後は、新東宝の設立に参加し、脚本家として活動した。その傍ら、1950年代後半からは、俳優・映画監督等の映画人の評伝を執筆した。
1985年（昭和60年）8月17日、死去した。満78歳没。墓所は江東区の唱行院墓地。

## フィルモグラフィ
特筆以外はすべて脚本。

### 東宝映画
1938年
- 『風車』 : 脚本小崎政房、東宝映画京都撮影所 - 監督
- 『逢魔の辻 江戸の巻』 : 監督滝沢英輔、原作大佛次郎、共同脚本八住利雄、東宝映画東京撮影所・前進座
- 『胡椒息子』 : 監督藤田潤一、東宝映画東京撮影所

1939年
- 『船出は楽し』 : 監督伏水修、共同脚本穂積純太郎、東宝映画京都撮影所

1940年
- 『化粧雪』 : 監督石田民三、東宝映画東京撮影所
- 『遙かなる弟』 : 監督・共同脚本矢倉茂雄、東宝映画京都撮影所
- 『女の街』 : 監督今井正、共同脚本山崎謙太、東宝映画京都撮影所
- 『太陽の都』 : 監督滝沢英輔、東宝映画東京撮影所
- 『南の太陽』 : 監督渡会庫吉、日本映画文化研究所

1941年
- 『エノケン・虎造の春風千里』 : 監督石田民三、共同脚本山崎謙太・大和田九三（石田民三）、東宝映画東京撮影所
- 『解決』 : 監督滝沢英輔、東宝映画東京撮影所
- 『歌へば天国』 : 監督山本薩夫・小田基義、東宝映画東京撮影所

1942年
- 『若い先生』 : 監督佐藤武
- 『梅里先生行状記 龍神剣』 : 監督・共同潤色滝沢英輔、脚本三村伸太郎 - 潤色
- 『水滸伝』 : 監督岡田敬
- 『山まつり梵天唄』 : 監督石田民三

1943年
- 『秘めたる覚悟』 : 監督滝沢英輔

1945年
- 『必勝歌』 : 監督溝口健二・田坂具隆・清水宏・マキノ正博、共同脚本清水宏、松竹京都撮影所

1946年
- 『愛の宣書』 : 監督渡辺邦男、東宝

### 新東宝
1947年
- 『さくら音頭 今日は踊って』 : 監督・共同脚本渡辺邦男、新東宝映画製作所 / 東宝
- 『恋する妻』 : 監督萩原遼、潤色小沢不二夫、新東宝映画製作所 / 東宝

1948年
- 『愛情診断書』 : 監督・共同脚本渡辺邦男、新東宝映画製作所 / 東宝
- 『あの夢この歌』 : 監督・共同脚本渡辺邦男、新東宝映画製作所 / 東宝
- 『唄まつり百万両』 : 監督斎藤寅次郎、共同脚本三村伸太郎
- 『エノケンのホームラン王』 : 監督渡辺邦男、新東宝・エノケンプロダクション

1949年
- 『小原庄助さん』 : 監督・共同脚本清水宏 - 製作・脚本
- 『帰国 (ダモイ)』 : 監督佐藤武

1950年
- 『浅草の肌』 : 監督・共同脚本木村恵吾、大映東京撮影所
- 『母情』 : 監督・共同脚本清水宏

1951年
- 『桃の花の咲く下で』 : 監督・共同脚本清水宏
- 『銀座化粧』 : 監督成瀬巳喜男、伊藤プロダクション / 新東宝
- 『さすらいの航路』 : 監督中川信夫、共同脚本井手雅人 - 製作・脚本

1953年
- 『半処女』 : 監督内川清一郎、共同脚本赤坂長義

1954年
- 『重盛君上京す』 : 監督渡辺邦男
- 『トラン・ブーラン 月の光』 : 監督松林宗恵

1955年
- 『東京の空の下には』 : 監督・共同脚本蛭川伊勢夫、劇団民芸・日米映画 / 日活
- 『闇太郎変化』 : 監督佐々木康、東映京都撮影所

1956年
- 『母を求める子等』 : 監督・共同脚本清水宏、大映東京撮影所

1957年
- 『謎の紫頭巾 姫君花吹雪』 : 監督毛利正樹
- 『ひばりが丘の対決』 : 監督中川信夫

1958年
- 東芝日曜劇場『敏腕記者』 : 監督不明、KR（現在のTBSテレビ）、テレビ映画

1959年
- 『良寛さまと子供たち』 : 監督・原作清水宏、NET（現在のテレビ朝日）、連続テレビ映画

1960年
- 『がんばれ! 盤嶽』 : 監督松林宗恵、原作白井喬二、構成山中貞雄、共同脚本新藤兼人、宝塚映画
- プリンス劇場 愛のシグナル『曇りのち晴れ』 : 監督不明、フジテレビジョン、テレビ映画

1962年
- 近鉄金曜劇場『風流活人剣』 : 監督不明、原作山中貞雄、TBS、テレビ映画

1971年
- 『プレイガール』 - 第93話『死んで肌身が咲くものか』 : 監督・共同脚本中川信夫、東映 / 東京12チャンネル（現在のテレビ東京）、連続テレビ映画の1篇

## ビブリオグラフィ
国立国会図書館蔵書。
- 『映画技術と映画芸術』、エリック・エリオット（Eric Elliott）、往来社、1932年 - 翻訳
- 『アメリカ映画芸術学』、メツセル（Rudolph Putnam Messel）、往来社、1933年 - 翻訳
- 『日本映画論』、書林絢天洞、1935年 - 第1論文集
- 『シナリオ文学全集 第1巻』、編飯島正、河出書房、1936年
- 『シナリオ文学全集 第2巻』、河出書房、1936年 - 編著
- 『日本映画様式考』、河出書房、1937年 - 第2論文集
- 『日本映画人伝』、早川書房、1953年
- 『現代映画講座 第3巻』、編和田矩衛、東京創元社、1954年
- 『年鑑代表シナリオ集 1954年版』、編シナリオ作家協会、三笠書房、1955年
- 『現代日本映画人伝 上巻』、映画文庫、池田書店、1955年
- 『私の映画史』、池田書店、1955年
- 『年鑑代表シナリオ集 1955年版』、シナリオ作家協会、三笠書房、1956年
- 『日本シナリオ文学全集 第6』、理論社、1956年
- 『現代テレビ講座 第1巻』、ダヴィッド社、1960年
- 『偉大なる青雲』、現代人物伝 3、鏡浦書房、1965年
- 『人物・日本映画史』、ダヴィッド社、1970年
- 『八田尚之作品集 2』、八田尚之、演劇出版社、1972年 - 『八田尚之のシナリオ』収録、豊田四郎・千葉泰樹との鼎談参加
- 『日本シナリオ大系 第1-3巻』、編シナリオ作家協会、マルヨンプロダクションシナリオ文庫、1973年-1974年
- 『日本映画監督全集』、キネマ旬報社、1976年 - 部分執筆
- 『日本映画俳優全集・男優編』、キネマ旬報社、1979年 - 部分執筆
- 『日本映画俳優全集・女優編』、キネマ旬報社、1980年 - 部分執筆
- 『山中貞雄作品集 別巻』、実業之日本社、1986年 ISBN 4408100439 - 『作品時評』収録
- 『日本映画論言説大系 第2期 映画のモダニズム期 14』、監修牧野守、ゆまに書房、2004年 ISBN 4843309540 - 『日本映画論』（1935年）を復刻

## 註
1. 1 2 3 4 5  岸松雄、『講談社 日本人名大辞典』、講談社、コトバンク、2010年1月22日閲覧。
2. 1 2 3 4 5 6 7 8 9 10 11 12  岸松雄と1930年代映画批評の隘路 - 批判的な評伝、大澤浄、京都大学、2010年1月22日閲覧。
3. ↑  「日本映画批評」、和田山滋（岸松雄）、『キネマ旬報』1932年2月21日号掲載、p.72.
4. ↑  風車、日本映画データベース、2010年1月22日閲覧。
5. ↑  OPAC NDL 検索結果、国立国会図書館、2010年1月22日閲覧。